# 南贾乡石塔
南贾乡石塔位于河北省邢台市邢台县南石门镇南贾乡村南，现仅存石塔1座。2013年，被中华人民共和国国务院列入第七批全国重点文物保护单位中，将其列为明朝、清朝的古建筑。